# Ayano Shibuki
Ayano Shibuki (渋木綾乃, Shibuki Ayano), née le 29 mars 1941 à Okaya (Japon), est une ancienne joueuse de volley-ball japonaise. Elle est championne olympique en 1964.

## Carrière
Membre des Sorcières de l'Orient (en), elle est championne olympique de volley-ball lors des Jeux olympiques d'été de 1964. Elle fait également partie de l'équipe médaillée d'or aux Jeux asiatiques de 1962.
Elle est membre de l'équipe Yahika de 1960 à 1965.

## Palmarès

### Équipe nationale
- Jeux olympiques
  -  1964 à Tokyo.

- Jeux asiatiques
  -  1962 à Jakarta.

### En clubs
- NHK Cup[2]
  - Vainqueur : 1964.